# Consiliul Național din Namibia
Consiliul Național din Namibia este camera superioară a Parlamentului bicameral al Namibiei. Acesta examinează proiectele de lege adoptate de camera inferioară și face recomandări pentru legislația de interes regional pentru camera inferioară.
Cei 42 de membri ai Consiliului Național sunt aleși de consiliile regionale și sunt aleși indirect pentru un mandat de cinci ani. Fiecare dintre cele 14 consilii regionale alege trei dintre membrii săi pentru a participa la Consiliul Național. Ultimele alegeri ale consiliului regional au avut loc la 27 noiembrie 2015.
Consiliul se întrunește în capitala namibiană Windhoek în așa-numitul Tintenpalast. Actualul președinte este Bernard Sibalatani. Zece femei ocupă locuri în Consiliul Național.